# Antoine Sanguin de Meudon
Antoine Sanguin de Meudon (Picardía, 1493 - París, 25 de noviembre de 1559) fue un prelado francés. 

## Vida
Hijo de Antoine Sanguin, que fue señor de Meudon y maestre de aguas y bosques de Isla de Francia, Champagne y Brie, y de Marie Simon.  
Fue abad in commendam del monasterio de Fleury-sur-Loire, obispo de Orleans en 1533 y maestro de la capilla real de Francisco I.  
El papa Paulo III le creó cardenal en el consistorio de 1539 con título de Santa Maria in Portico, que después cambió por el de San Crisógono. 
Fue también gobernador de París, limosnero mayor de Francia desde 1543, obispo de Limoges al año siguiente, abad de Vaux-de-Cernay, arzobispo de Toulouse desde 1550 y cardenal elector en los cónclaves en que fueron elegidos papas Julio III, Marcelo II y Paulo IV
Fallecido en París durante la sede vacante de 1559 antes de que fuera elegido papa Pío IV, fue sepultado en la iglesia de Sainte-Catherine-du-Val-des-Écoliers de esta misma ciudad. 